# Трећа армија ЈА
Трећа армија је била армија Народноослободилачке војске (НОВЈ) и Југословенске армије (ЈА). Формирана је 1. јануара 1945. наредбом Врховног команданта НОВ и ПОЈ маршала Јосипа Броза Тита од јединица Главног штаба НОВ и ПО Војводине и Дванаестог војвођанског корпуса, који су сачињавали: Шеснаеста, 36. и 51. војвођанска дивизија. У оперативном смислу, Штабу армије били су потчињени Шести славонски корпус (12. и 40. славонска, Источна група НОП одреда и Посавски партизански одред) и Десети загребачки корпус (32. загорска и 33. хрватска дивизија, Источна и Западна група НОП одреда у чијем је саставу била и Загорска бригада). Укупно око 50.000 људи.
После расформирања штабова Дванаестог и Шестог славонског корпуса, 29. марта, односно 21. априла, њихове дивизије су стављене под непосредну команду Штаба Треће армије. У састав армије 21. априла ушла је и Седамнаеста источнобосанска дивизија, а 27. маја 1945. Десети загребачки корпус изашао је из састава армије. Тада су у саставу армије били: Дванаеста, Шеснаеста, Седамнаеста, 36. војвођанска, 40. славонска и 51. војвођанска дивизија.
Командант Треће армије био је Коста Нађ, политички комесар Бранко Петричевић, а начелник Штаба Вукашин Суботић.

## Борбени пут Треће армије
Почетком јануара 1945. Трећа армија ЈА држала је фронт према непријатељу на котама Барч (Мађарска)—Подравска Слатина—Доњи Михољац—Дарда—Апатин и на левој обали Дунава до у висини Вуковара, док је Шеснаеста војвођанска дивизија пребачена у рејон Сухо Поље. До 31. јануара Трећа армија је водила борбе ради проширења Вировитичког мостобрана, а 1. фебруара су све јединице НОВЈ прешле у одбрану. Немци су 6. фебруара у вези са планираном противофанзивом код Блатног језера прешли у против напад и у борбама од 6. до 8. фебруара, преотели Феричанце, Ораховицу, Чачинце, Миклеуш, Воћин и Подравску Слатину.
Да би се избегло одсудно и фронтално ангажовање јединица против надмоћнијег непријатеља, Штаб Треће армије је у сагласности са Врховним штабом НОВ и ПОЈ, од 8. до 10. фебруара пребацио 16, 36. и 51. војвођанску дивизију и Осјечку бригаду 12. славонске дивизије на леву обалу Драве, док су јединице Шестог славонског и Десетог загребачког корпуса продужиле да дејствују у позадини непријатеља у рејону Кончаница, Дарувар, Бадљевина и у Пожешкој котлини; 23. фебруара снаге Треће армије смениле су делове Прве бугарске армије на левој обали Драве и Дунава, од Торјанаца до Плавне. У склопу немачке противофанзиве у Мађарској, марта 1945, на фронту Трећу армију нападала је 11. ваздухопловно-пољска дивизија немачког 91. армијског корпуса која је 5/6. марта прешла Драву, северно од Валпова, на одсеку Шеснаесте војвођанске дивизије и у рејону Новог Бездана и Болмана образовала ужи мостобран на левој обали Драве. После слома немачке противофанзиве у Мађарској, средином марта 1945, снаге Треће армије, уз садејство једног пука Црвене армије и делова бугарске 16. дивизије, 20/21. марта ликвидирале су горњи немачки мостобран и 22. марта избиле на леву обалу Драве.
У завршним операцијама Југословенске армије јединице Треће армије (16. и 36. војвођанска дивизија) форсирале су ноћу 11/12. априла Драву код села Нарда, Јосиповаца, Кравица, Сарваша и Даља, одбациле немачку 11. ваздухопловно-пољску дивизију са десне обале реке и образовале ужи мостобран, а сутрадан ослободиле Валпово и прошириле мостобран до линије: река Драва—Чрнковци—Марјанци—Валповачка Главица—ушће реке Карашнице у Драву. Истовремено, Осма војвођанска ударна бригада је код Даља форсирала Дунав, а Осјечка бригада Драву, код Сарваша; противнападом непријатеља оне су одбачене преко Драве и Дунава, те су тек 12/13. априла поново пребациле на десне обале река, заузеле даљ и сараваш, и продужиле напредовање ка Осијеку.
У периоду од 13. до 16. априла јединице Треће армије су ослободиле Осијек, Доњи Михољац, Нашице, након чега су у рејону северно од Ђакова успоставиле контакт са Првом армијом ЈА. У гоњењу непријатеља на запад Трећа армија је до краја априла ослободила Подравску Слатину, 20. априла; Чађавицу сутрадан и Вировитицу, 25. априла; а 1. маја Питомачу, Грубишно Поље и Ђурђевац; Бјеловар, 4. маја; Копривницу, 5. маја; Лудберг и Крижевце, 6. маја; Вараждин и Вараждинске Топлице, 7. маја. Брзом наступању Треће армије и чишћењу Подравине од непријатеља на релацији Нашице—Копривница, знатно је допринео Десети загребачки корпус, који је наступао Било-гором, на левом крилу Треће армије, стално је био 10-15 километара испред опште линије њеног фронта, а заобилазећи и одсецајући немачко-усташке гарнизоне у Подравској Слатини, Вировитици, Питомачи и другим местима са северозападне стране, стварао услове за њихово окружење и уништење, што је битно смањивало њихов фронтални отпор осталим снагама Треће армије.
У наступању кроз северни део Словеније, снаге Треће армије су са деловима бугарске 12. дивизије ослободиле 9. маја Птуј, а са деловима бугарске 3. и 12. дивизије 10. маја Марибор, 11. маја у близини Рогашке Слатине сломиле отпор јаких усташких заштитница, а 12. маја избиле у Дравоград. До 15. маја Трећа армија је у садејству са снагама Прве армије и Четврте оперативне зоне Словеније ослободила Штајерску, разбила и приморала немачку и усташко-четничку групацију у рејону Цеља, Шоштања, Словењ Градеца и Дравограда да положи оружје. Заплењено је преко 300 моторних возила, 1.300 аутоматских оруђа, 4.500 пушака, 36 радио-станица и велике количине друге ратне опреме.
Врховни командант ЈА маршал Јосип Броз Тито похвалио је 10. маја 1945. јединице Треће армије за сламање отпора немачких снага при ослобођења Бјеловара, Копривнице, Крижеваца, Вараждина, Птуја, Крапине и других места, 14. маја за успешно форсирање реке Драве (заједно са Првом армијом ЈА), а 15. маја за успешно изведену операцију у рејону Словенј-Градеца, Плиберка и Дравограда.